# بيتر مانفريدو جونيور
بيتر مانفريدو جونيور (بالإنجليزية: Peter Manfredo, Jr.)‏ مواليد 26 نوفمبر 1980 في رود آيلاند، الولايات المتحدة، هو ملاكم أمريكي يصنف ضمن فئة وزن فوق المتوسط.

## إحصائيات
خاض خلال مسيرته 47 نزالا، فاز في 42 وخسر في 7. فاز بالضربة القاضية في 23 نزالا.

## وصلات خارجية
- بيتر مانفريدو جونيور على موقع بوكس ريك (الإنجليزية) (registration required)

- الموقع الرسمي